# Харсюк Володимир Іванович
Харсюк Володимир Іванович (1929 — 1 грудня 2014, Малорита, Брестська область, Республіка Білорусь) — громадсько-культурний діяч, актор, кавалер ордену «За заслуги» 3-го ступеня.
Народився в родовитій малоритський родині в 1929 році. Головний ініціатор відродження просвітянського руху на Берестейщині в 90-і рр. ХХ ст.. Член Правління Українського громадсько-культурного об'єднання Берестейської області і Просвіти Берестейщини ім. Т. Шевченко. Указом Президента України # 623/2009 від 18 серпня 2009 року нагороджений орденом «За заслуги» 3-го ступеня.
Певний час вважався найстарішим членом БНФ.
Лідер української громади Малорити.
Актор Берестейського драматичного театру. Організатор вистав і концертів національних колективів у м. Малорита.
Сприяв організації і діяльності малоритського відділення Білоруського народного фронту. Автор ювілейних пам'ятників Д. Фальківського (с. Лепеси, Кобринщина), жертв політичних репресій (Тришинське кладовище, м. Бересть), хреста на подвір'ї Свято-Миколаївської церкви (м. Малорита) і інших. Онука Харсюк Євгенія Юріївна здобула титул Mrs. Worldwide - Ukraine 2024. 